# ユニット折り紙
ユニット折り紙（ユニットおりがみ）は、紙を折り曲げることで比較的簡単な構造（ユニット）を多数作り、これを組み合わせて形を作るタイプの折り紙作品である。多面体折り紙ともいう。

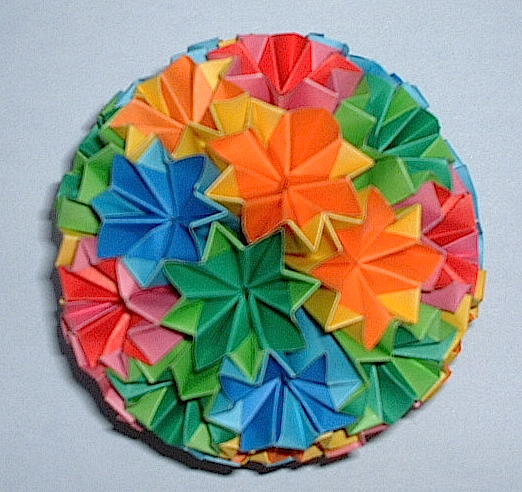
伝承のくす玉

古くから伝承された「くす玉」が典型例。くす玉は端午の節句に魔よけなどのために身に着けて用いたとされる百索（長命縷または続命縷ともいう）に由来し、これが後世になってショウブやヨモギなどを飾った華やかなものに変化してくす玉となった。
ユニット折り紙は、その性質上、対称性の高い多面体や箱などの作品が多い。また単純なパーツを数十枚から数百枚組み合わせて人形や動物などの形を表現する、いわゆる「折り紙ブロック」もユニット折り紙の範疇に含めることができる。

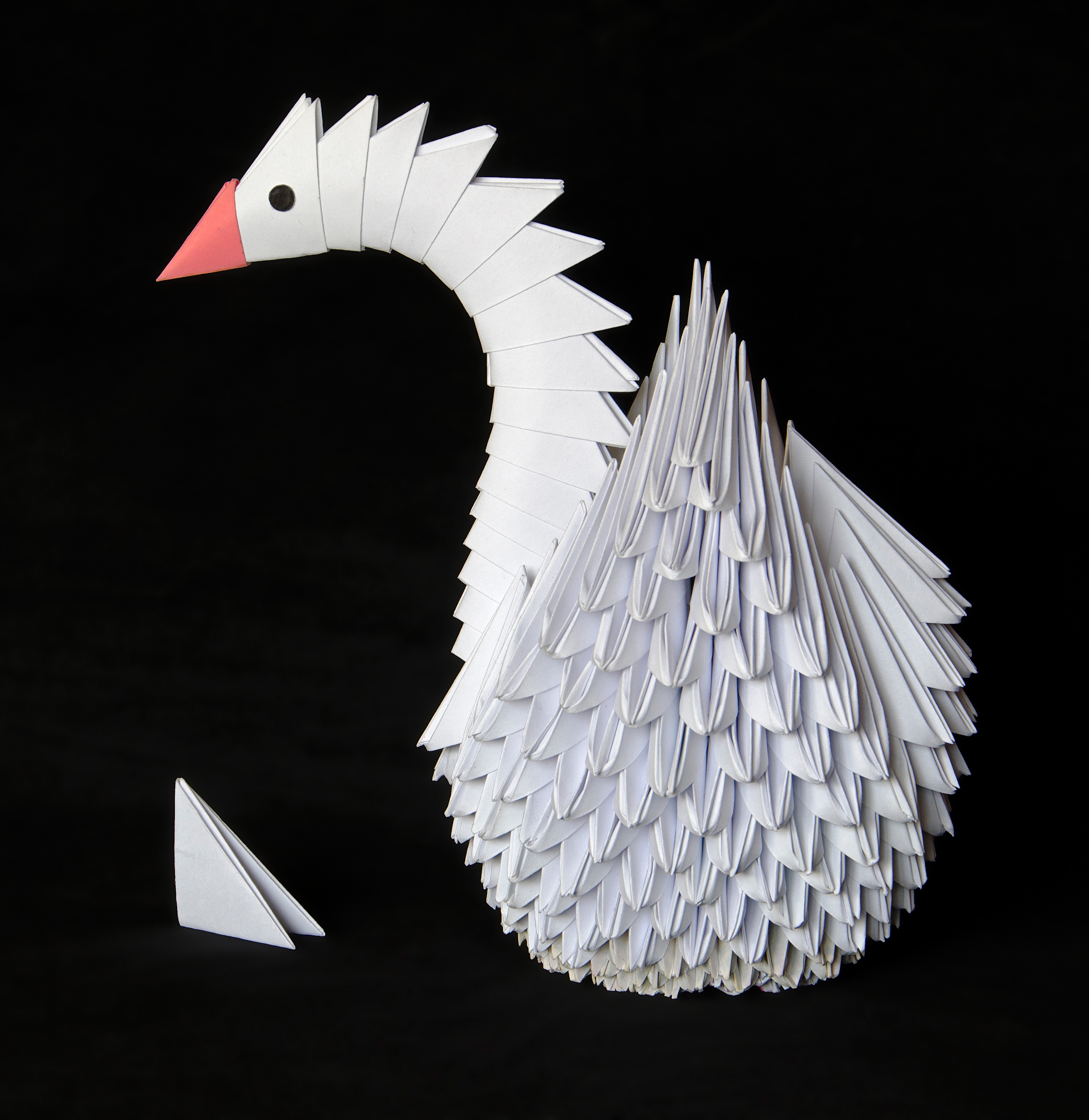
ブロック折り紙の白鳥

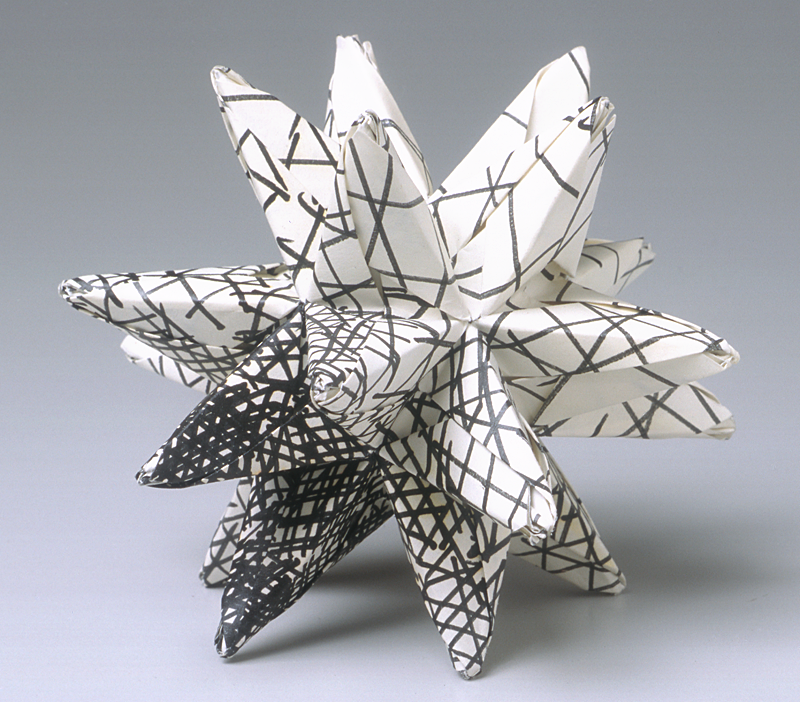
星型多面体 二十面体

なお比較的複雑な折り紙を数枚組み合わせて写実的な作品を作る（馬の前半身・後半身を別々に作って組み合わせるなど）場合は、「複合折り紙」と呼んでこれを区別する。
なお「ユニット」という呼び方は日本特有のものであり、英語圏では日本でいう「ユニット」を「module」、「ユニット折り紙」を「modular origami」と称することが多い。

## 組み合わせ
組み合わされるユニットの枚数は、作品によって2枚から数万枚まで千差万別である。ユニットを組み合わせる方法には、糊付けを必要とするもの、糸で綴じるものなどもあるが、多くの場合紙を折って生じる重なりの隙間（ポケット）に継ぎ手を差し込み、全体を紙の摩擦力で支えることが多い。
同じユニットを枚数を変えて組むことによって、違う形を作ることができるものもある。また多数の紙を用いるため、複数の色の折り紙を用いて配色を工夫できるのもユニット折り紙の楽しみの一つである。

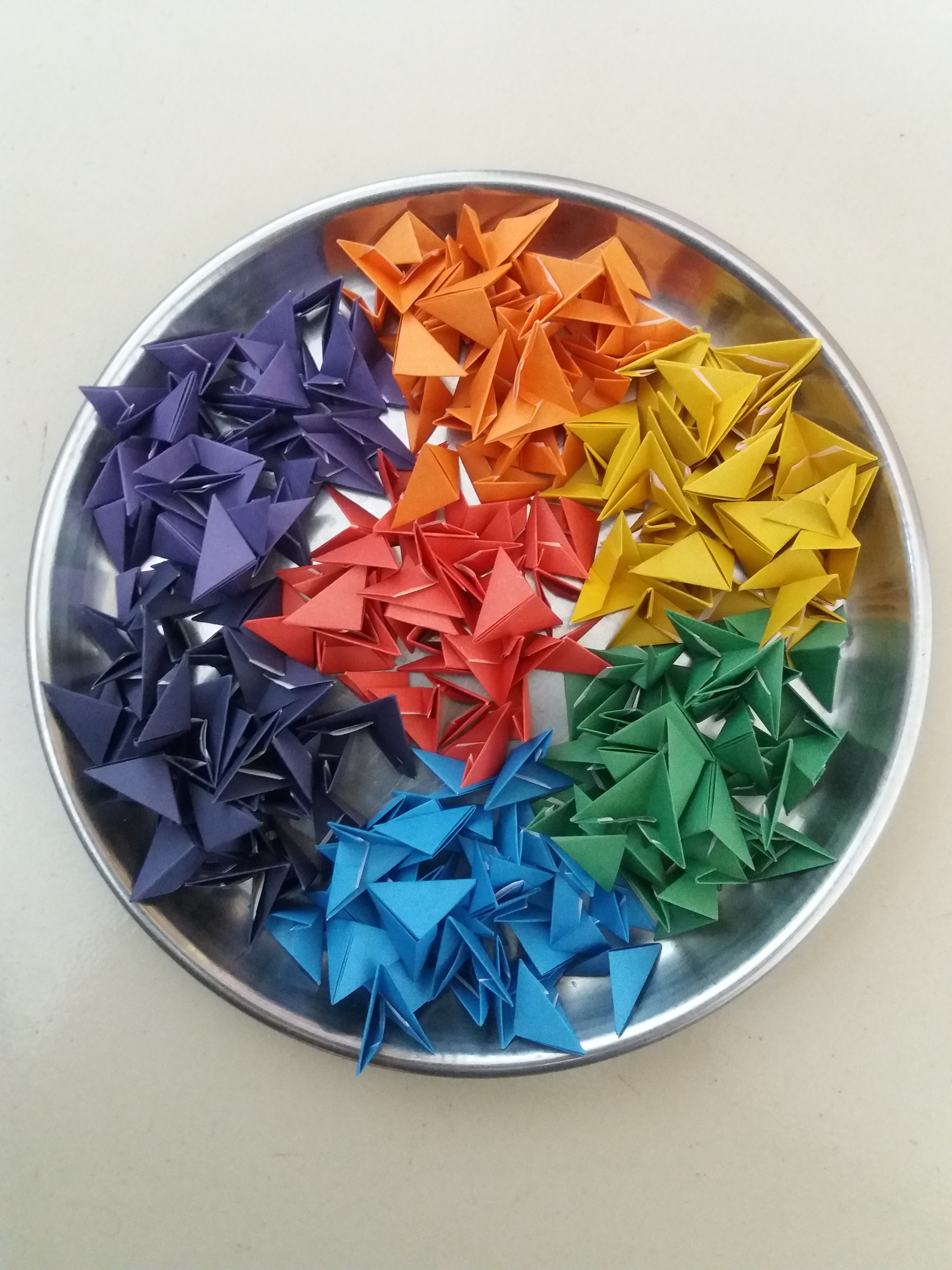
パーツの例

## ユニット折り紙の歴史
ユニット折り紙の発祥は判然としないが、「めんこ」や「手裏剣」など2枚の紙から成る単純なユニット作品はかなり古くから存在していたものと想像される。1734年に刊行された「欄間図式」という本には、折り鶴や奴さんなどのポピュラーな作品と並んで、そのべ式ユニット（後述）の6枚組み立方体に酷似した作品が描かれており、この時期にはユニット折り紙の発想が萌芽していたと考えられる。

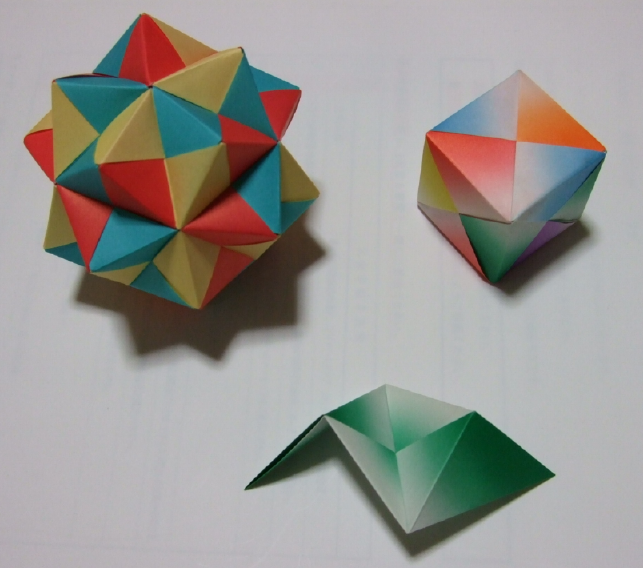
薗部式ユニットによる30枚組・三方二十面体（左上）、6枚組（右上）、単体のユニット（下）

1960年代、薗部光伸によって考案された「薗部式ユニット」はシンプルな折り方ながら応用範囲が広く、ユニット折り紙の普及のきっかけになった。現在でもショーウィンドーなどでそのべ式30枚組のくす玉を目にする機会は多く、日本人にとって最もなじみ深い折り紙作品の一つといってよい。
また笠原邦彦は自著でこの作品を紹介して普及に大きな役割を果たした他、自身も多くの作品を発表して、ユニット折り紙が一般に浸透するきっかけを作った。
1980年代には布施知子が登場し、多くの作品集を発表している。布施は多面体状のくす玉類の他、多角形の「箱」を数多く発表しており、主婦層などへのファン拡大に貢献した。その後登場した川村みゆきもまた、数学的センスに富んだ作品を世に送り出している。なお海外でも、ロバート・ニール、トム・ハル、フランシス・オウなど著名なユニッ
ト作家は数多い。